# 東経125度線
東経125度線（とうけい125どせん）は、本初子午線面から東へ125度の角度を成す経線である。北極点から北極海、アジア、太平洋、オーストラリア、インド洋、南極海、南極大陸を通過して南極点までを結ぶ。東経125度線は西経55度線と共に大円を形成する。

## 通過する国・地点
東経125度線は、北極点から南極点まで南に向かって以下の場所を通っている。
| 地理座標                                               | 国土・領土・領海 | 備考 |
| ------------------------------------------------------ | ---------------- | --- |
| 北緯90度0分 東経125度0分 / 北緯90.000度 東経125.000度  | 北極海           | |
| 北緯77度48分 東経125度0分 / 北緯77.800度 東経125.000度 | ラプテフ海       | |
| 北緯73度40分 東経125度0分 / 北緯73.667度 東経125.000度 | ロシア           | レナ川デルタを通過 |
| 北緯53度12分 東経125度0分 / 北緯53.200度 東経125.000度 | 中華人民共和国   | 黒龍江省 内モンゴル自治区（北緯51度32分 東経125度0分 / 北緯51.533度 東経125.000度から） 黒龍江省（北緯49度11分 東経125度0分 / 北緯49.183度 東経125.000度から） 吉林省（北緯45度29分 東経125度0分 / 北緯45.483度 東経125.000度から） 遼寧省（北緯42度35分 東経125度0分 / 北緯42.583度 東経125.000度から） |
| 北緯40度28分 東経125度0分 / 北緯40.467度 東経125.000度 | 北朝鮮           | 平安北道 |
| 北緯39度38分 東経125度0分 / 北緯39.633度 東経125.000度 | 黄海             | 西朝鮮湾 |
| 北緯38度39分 東経125度0分 / 北緯38.650度 東経125.000度 | 北朝鮮           | 黄海南道 - 席島、本土（甕津半島） |
| 北緯38度4分 東経125度0分 / 北緯38.067度 東経125.000度  | 黄海             | 西朝鮮湾 |
| 北緯37度57分 東経125度0分 / 北緯37.950度 東経125.000度 | 北朝鮮           | 黄海南道（甕津半島） |
| 北緯37度55分 東経125度0分 / 北緯37.917度 東経125.000度 | 黄海             | |
| 北緯37度49分 東経125度0分 / 北緯37.817度 東経125.000度 | 北朝鮮           | 麒麟島 |
| 北緯37度47分 東経125度0分 / 北緯37.783度 東経125.000度 | 黄海             | 韓国・可居島（北緯34度4分 東経125度5分 / 北緯34.067度 東経125.083度）の西を通過 |
| 北緯33度17分 東経125度0分 / 北緯33.283度 東経125.000度 | 東シナ海         | 日本・下地島（北緯24度49分 東経125度8分 / 北緯24.817度 東経125.133度）の西を通過 日本・多良間島（北緯24度39分 東経124度43分 / 北緯24.650度 東経124.717度）の東を通過 |
| 北緯24度40分 東経125度0分 / 北緯24.667度 東経125.000度 | 太平洋           | フィリピン海 |
| 北緯12度40分 東経125度0分 / 北緯12.667度 東経125.000度 | フィリピン       | サマール島、レイテ島 |
| 北緯10度23分 東経125度0分 / 北緯10.383度 東経125.000度 | ソゴト湾         | |
| 北緯10度10分 東経125度0分 / 北緯10.167度 東経125.000度 | フィリピン       | レイテ島 |
| 北緯10度2分 東経125度0分 / 北緯10.033度 東経125.000度  | ミンダナオ海     | |
| 北緯8度56分 東経125度0分 / 北緯8.933度 東経125.000度   | フィリピン       | ミンダナオ島 |
| 北緯5度52分 東経125度0分 / 北緯5.867度 東経125.000度   | セレベス海       | |
| 北緯1度45分 東経125度0分 / 北緯1.750度 東経125.000度   | インドネシア     | スラウェシ島 |
| 北緯1度7分 東経125度0分 / 北緯1.117度 東経125.000度    | モルッカ海       | |
| 南緯1度44分 東経125度0分 / 南緯1.733度 東経125.000度   | インドネシア     | タリアブ島（英語版） |
| 南緯1度57分 東経125度0分 / 南緯1.950度 東経125.000度   | バンダ海         | |
| 南緯8度10分 東経125度0分 / 南緯8.167度 東経125.000度   | インドネシア     | アロール島 |
| 南緯8度21分 東経125度0分 / 南緯8.350度 東経125.000度   | サヴ海           | |
| 南緯8度54分 東経125度0分 / 南緯8.900度 東経125.000度   | 東ティモール     | ティモール島 |
| 南緯9度2分 東経125度0分 / 南緯9.033度 東経125.000度    | インドネシア     | ティモール島 |
| 南緯9度12分 東経125度0分 / 南緯9.200度 東経125.000度   | 東ティモール     | ティモール島 |
| 南緯9度17分 東経125度0分 / 南緯9.283度 東経125.000度   | インドネシア     | ティモール島 |
| 南緯9度32分 東経125度0分 / 南緯9.533度 東経125.000度   | ティモール海     | |
| 南緯12度26分 東経125度0分 / 南緯12.433度 東経125.000度 | インド洋         | |
| 南緯15度6分 東経125度0分 / 南緯15.100度 東経125.000度  | オーストラリア   | 西オーストラリア州 — マレット島、本土 |
| 南緯32度46分 東経125度0分 / 南緯32.767度 東経125.000度 | インド洋         | オーストラリア当局は当海域が南極海の一部である旨を主張している[1][2] |
| 南緯60度0分 東経125度0分 / 南緯60.000度 東経125.000度  | 南極海           | |
| 南緯66度17分 東経125度0分 / 南緯66.283度 東経125.000度 | 南極大陸         | オーストラリア南極領土 - オーストラリアが領有権主張 |